# Ольденсворт
Ольденсворт (нім. Oldenswort) — громада в Німеччині, розташована в землі Шлезвіг-Гольштейн. Входить до складу району Північна Фризія. Складова частина об'єднання громад Айдерштедт.
Площа — 45,84 км2. Населення становить 1253 ос. (станом на 31 грудня 2020).

## Галерея

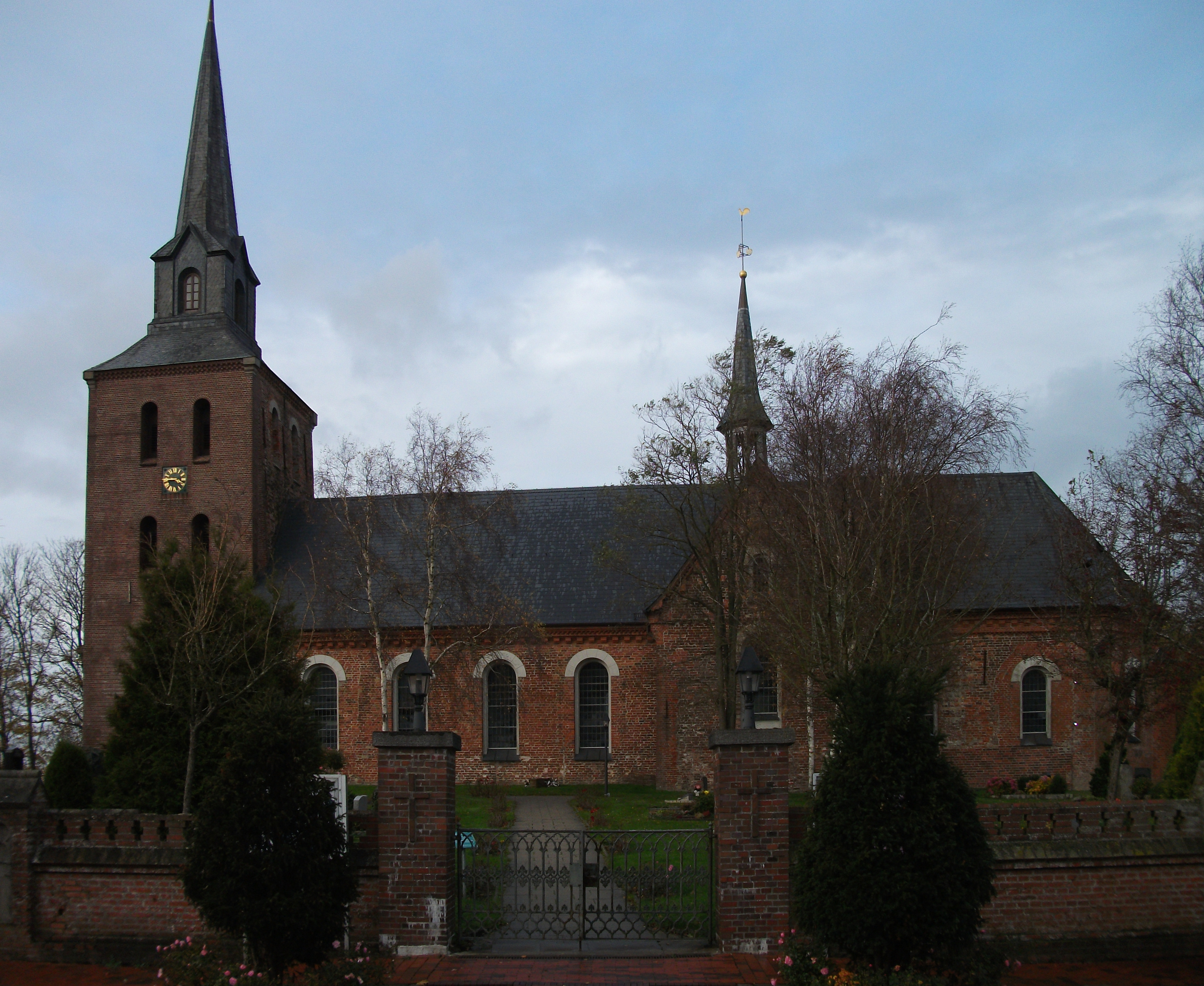
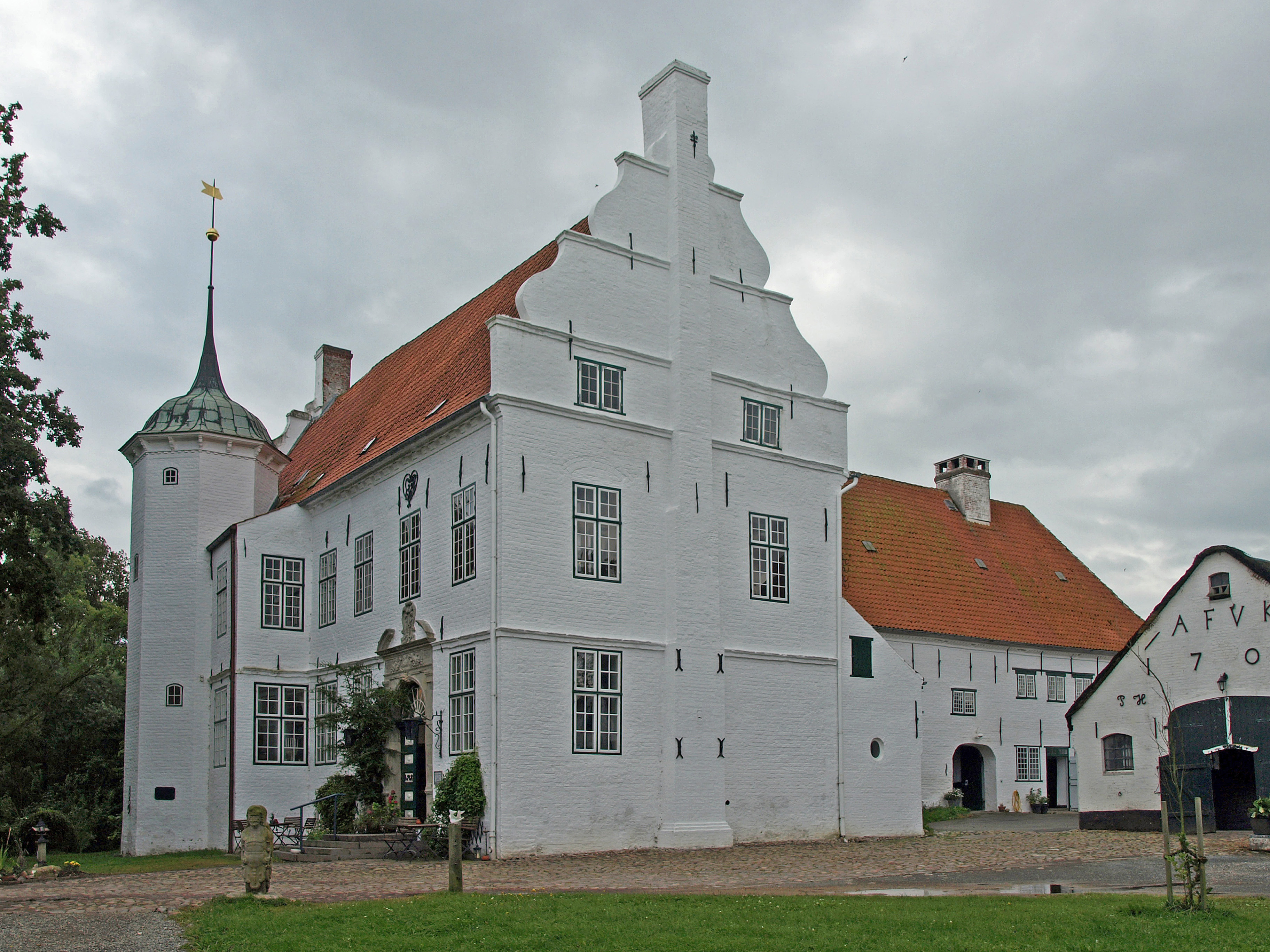
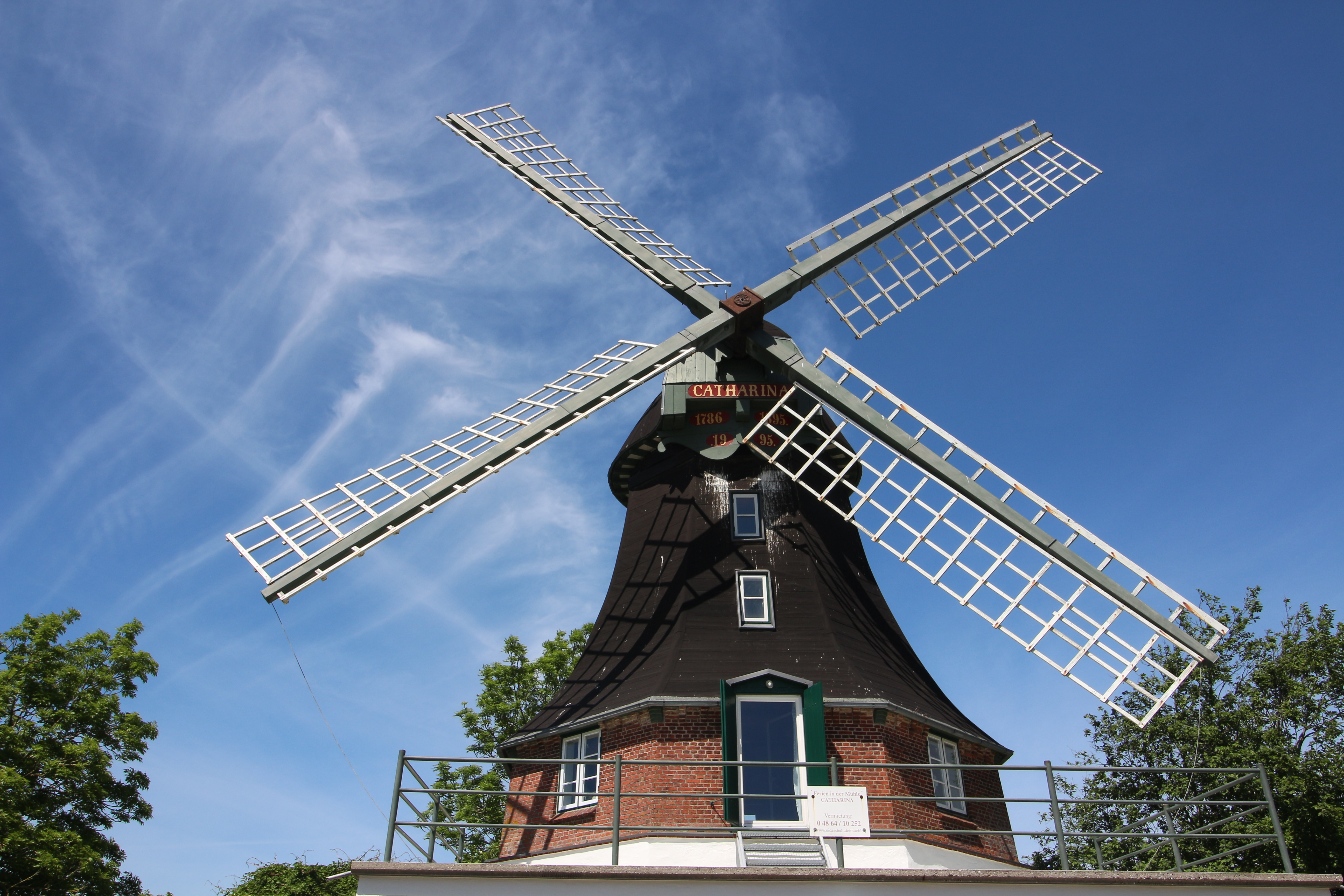